# Consultor de negocios
Un consultor de negocios o consultor de empresas es una persona capacitada y apta que proporciona un servicio de asesoramiento en la gestión y estrategia futura para organizaciones de manera objetiva e independiente, con la determinación de manifestar, analizar y proporcionar soluciones a los problemas administrativos.
Asimismo, dentro de la consultoría de negocios, se encuentran dos categorías:
- Consultor Interno: Persona que da soporte a las operaciones de una organización, anticipándose a las necesidades de las áreas de negocio. De igual manera, otorga un apoyo estratégico, diagnóstica y ofrece asesoramiento profesional desde una visión interna de la compañía. [3]

- Consultor Externo: Es aquel que es contratado externamente y brinda un servicio temporal a la institución; este tipo de consultores generalmente se involucran con múltiples y cambiantes clientes.[3]

El valor específico de un consultor externo es que los clientes tienen acceso a niveles más profundos de pericia de lo que podrían permitirse mantener en plantilla, y pueden comprar sólo la cantidad de servicio de consultoría que deseen.

## Formas de Trabajo
Los consultores de negocios generalmente trabajan con sus clientes de manera directa, por lo que en ocasiones necesitan viajar a la ubicación donde se encuentran sus clientes para llevar a cabo el proyecto y cumplir con las necesidades del cliente. En algunos casos el consultor tiene que viajar al extranjero, por lo que los proyectos se alargan o posponen para distintas fechas, debido a la distancia y a la estancia. )
Sin embargo, consultores con mayor experiencia laboral contratan a una persona que brinde apoyo administrativo para trabajar con ellos, mientras no se encuentran obteniendo el beneficio de ahorrarse tiempo y dinero y no estar preocupados por estar fuera de la oficina y perder consumidores. Por lo que según Eileen Figure Sandlin (2011) esto puede significar la diferencia entre el éxito y el fracaso, entre obtener más clientes o constantemente perderlos.
Un asesor de negocios generalmente es contratado por su experiencia, ya que puede identificar los problemas de las organizaciones de manera eficaz, proporcionando objetivos, puntos de vista e ideas nuevas para contrarrestar los inconvenientes y aumentar la eficiencia.
A veces las empresas descubren que pueden ahorrar mucho más dinero por la contratación de consultores que contratar a empleados de tiempo completo que no cumplan con los requerimientos establecidos. En otras palabras, el consultor puede tomar medidas drásticas sin tener la preocupación sobre la cultura corporativa, la moral del empleado u otros obstáculos que se interpongan en el desarrollo de una organización.

## Tipos comunes de consultoría
Consultoría de ingeniería de procesos de negocios: En el área de la ingeniería, la consultoría se encuentra en proporciones y sistematizaciones variadas, ya que van desde microempresas hasta compañías visionarias; la reingeniería de la estructura y procesos de una compañía requiere los conocimientos de un asesor experto en las prácticas de la industria, los requisitos legales, reglamentos, gestión de empleados y en ocasiones agilizar los recursos hacia una empresa externa mediante contratos (outsourcing). Sin embargo, según Eileen Figure Sandlin (2011) este campo se relaciona con:
- Consultoría de Impuestos: Enfocada en los derechos de comercialización y planes de negocios, en donde un asesor fiscal aconseja a las empresas sobre los métodos legales para pagar la menor cantidad de dinero posible.[4]

- Consultoría de Gestión de Nómina: Especialistas en elaborar métodos numéricos, calculando la nómina de manera exacta, puntual y sin errores, ofreciendo patrones de alta calidad y seguridad, protegiendo la información interna de la empresa.[4]

Consultoría de marketing y ventas: En este campo se necesita la experiencia de un consultor en el ámbito del desarrollo de campañas publicitarias, estrategias de marketing, conocimiento en el área de comunicación, expresión verbal y gestión de relaciones con los clientes. De tal manera, de acuerdo a Eileen Figure Sandlin (2011) los tipos de consultorías orientados a estos servicios son:
- Consultoría de Publicidad: Este tipo de consultor normalmente es contratado por empresas para desarrollar una efectiva campaña publicitaria estratégica.[4]

- Consultoría de Comunicaciones: Los consultores de comunicaciones se encuentran tanto en empresas pequeñas como en compañías grandes  especializados en dar soporte a los empleados para comunicarse de una mejor manera con los demás, con la intención de que el negocio sea más productivo y funcione sin problemas.[4]

- Consultoría en Servicios Editoriales: Consultores expertos en la producción de reportes anuales de una empresa.[4]

- Consultoría de Publicación: Un consultor de la publicación apoya y aconseja a las organizaciones cuando éstas quieren crear un nuevo periódico, revista, boletín e inclusive sitios web y anuncios electrónicos.[4]

Consultoría de recursos humanos: Dentro del área social los consultores de negocios brindan apoyos a través de cursos de prevenciones para enseñar a los empleados a llevarse bien con los demás, el respeto e inclusive a la preparación de contener ciertos impulsos nocivos tanto para su persona como para los que los rodean. 

Consultoría en el desarrollo de software e implementación: En el caso de la instalación e implementación de los paquetes de software dentro de una empresa genera conflictos internos y problemas en la producción, por lo que se necesita un consultor con experiencia en seleccionar, establecer y ejecutar de manera profesional los programas computacionales y de igual manera adquirir el hardware necesario para llevar a cabo el proceso de capacitación al usuario y aumentar el rendimiento de la organización. Por lo que dentro de esta área según Eileen Figure Sandlin (2011) se encuentra:  
- La Consultoría de Ordenador: Consultores expertos en el conocimiento de software y hardware, que proporcionan asistencia de redes, bases de datos, análisis de negocios y servicios de información.[4]

## Lugares de trabajo
Para un consultor de negocios el lugar de trabajo es inestable, es decir, que aunque la mayor parte de la investigación y el análisis se realiza dentro de la compañía, los asesores suelen apoyar a las instituciones desde sus centros corporativos de consultorías. De acuerdo a Adams, S. (2011) en el área de contabilidad, estrategia y modelo de negocios las principales empresas de consultoría internacional  incluyen McKinsey & Company, The Boston Consulting Group, Bain & Company, Booz & Company, Deloitte Consulting, Monitor Group, Ernest & Young, Mercer LLC y Accenture.

## Certificación
Los consultores de gestión no están obligados a tener una licencia para ejercer, pero muchos obtienen certificaciones voluntarias, como la certificación de Certified Management Consultant (CMC).